# Венцы (оптическое явление)

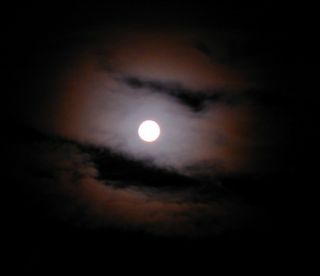
Венец вокруг Луны

Венцы — атмосферно-оптическое явление; светлые туманные кольца на небесном своде вокруг диска Солнца или Луны, реже — вокруг ярких звёзд или земных источников света. Появляются при прохождении перед светилом полупрозрачных облаков (чаще всего высоко-слоистых (высоко-кучевых)) или тумана и отличаются от гало меньшим радиусом колец (не более 5°).
Венцы объясняются дифракционным рассеянием лучей светила на водяных каплях, образующих облако или туман. С применением дифракционной теории по наблюдаемым угловым радиусам отдельных колец и разделяющих их тёмных промежутков возможно определять поперечники капель в облаках и различать облака, состоящие из водяных и ледяных частиц. Радиусы колец зависят от длины волны света, поэтому наружный край кольца имеет красноватый цвет.
При наличии в атмосфере капель всевозможных размеров кольца венцов, накладываясь друг на друга, образуют общее белое сияние вокруг диска светила, которое называется околосолнечным ореолом.